# Großsteingrab Luisenhof
Das Großsteingrab Luisenhof (auch Großsteingrab Luisenhof-Reimershagen oder Großsteingrab Reimershagen) ist eine megalithische Grabanlage der jungsteinzeitlichen Trichterbecherkultur bei Reimershagen im Landkreis Rostock (Mecklenburg-Vorpommern). Es trägt die Sprockhoff-Nummer 380.

## Lage
Das Grab befindet sich etwa auf halber Strecke zwischen Reimershagen und dem Ortsteil Groß Tessin, direkt an der Gemeindegrenze zu Krakow am See in einem Waldstück.

## Beschreibung

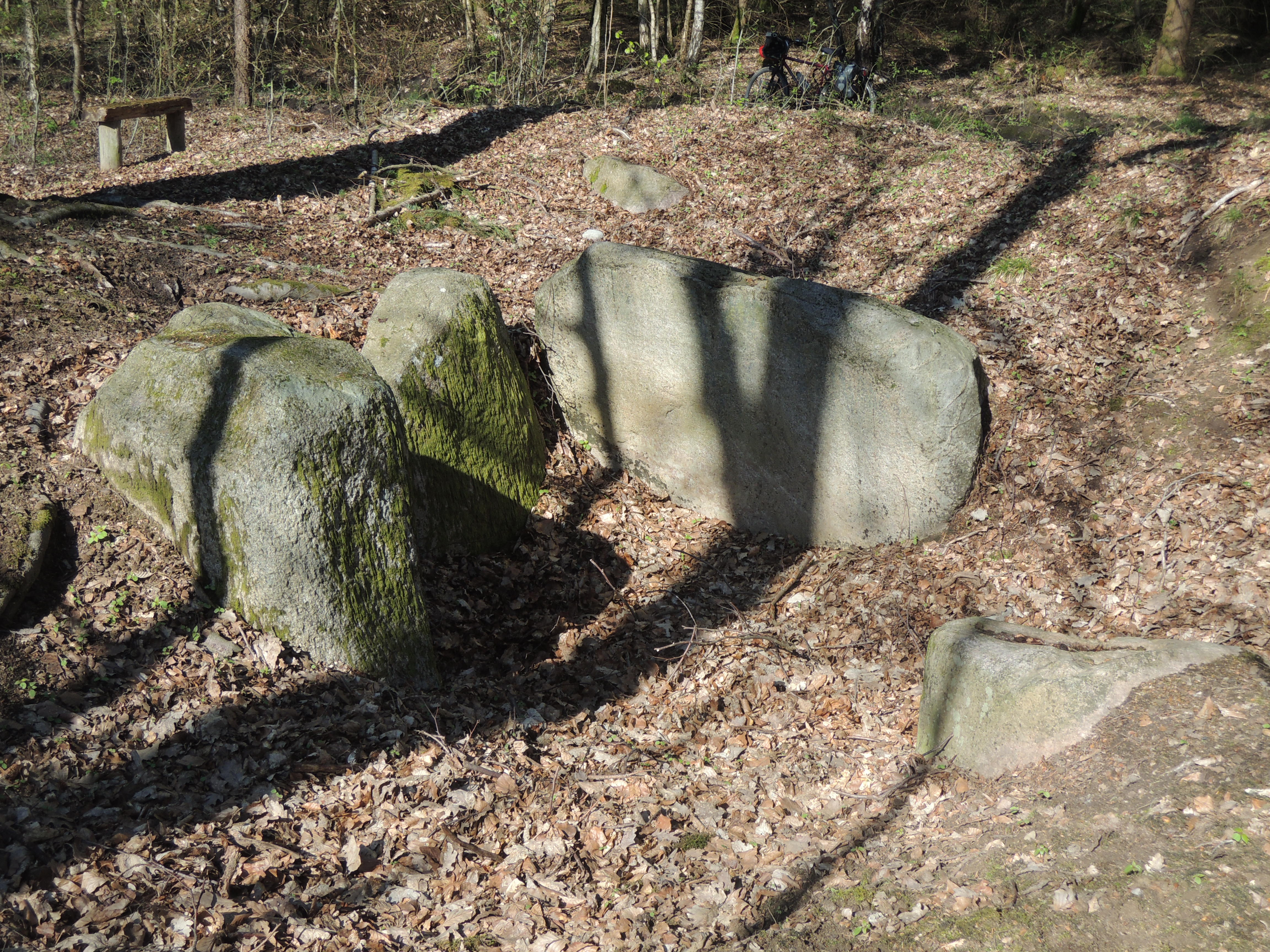
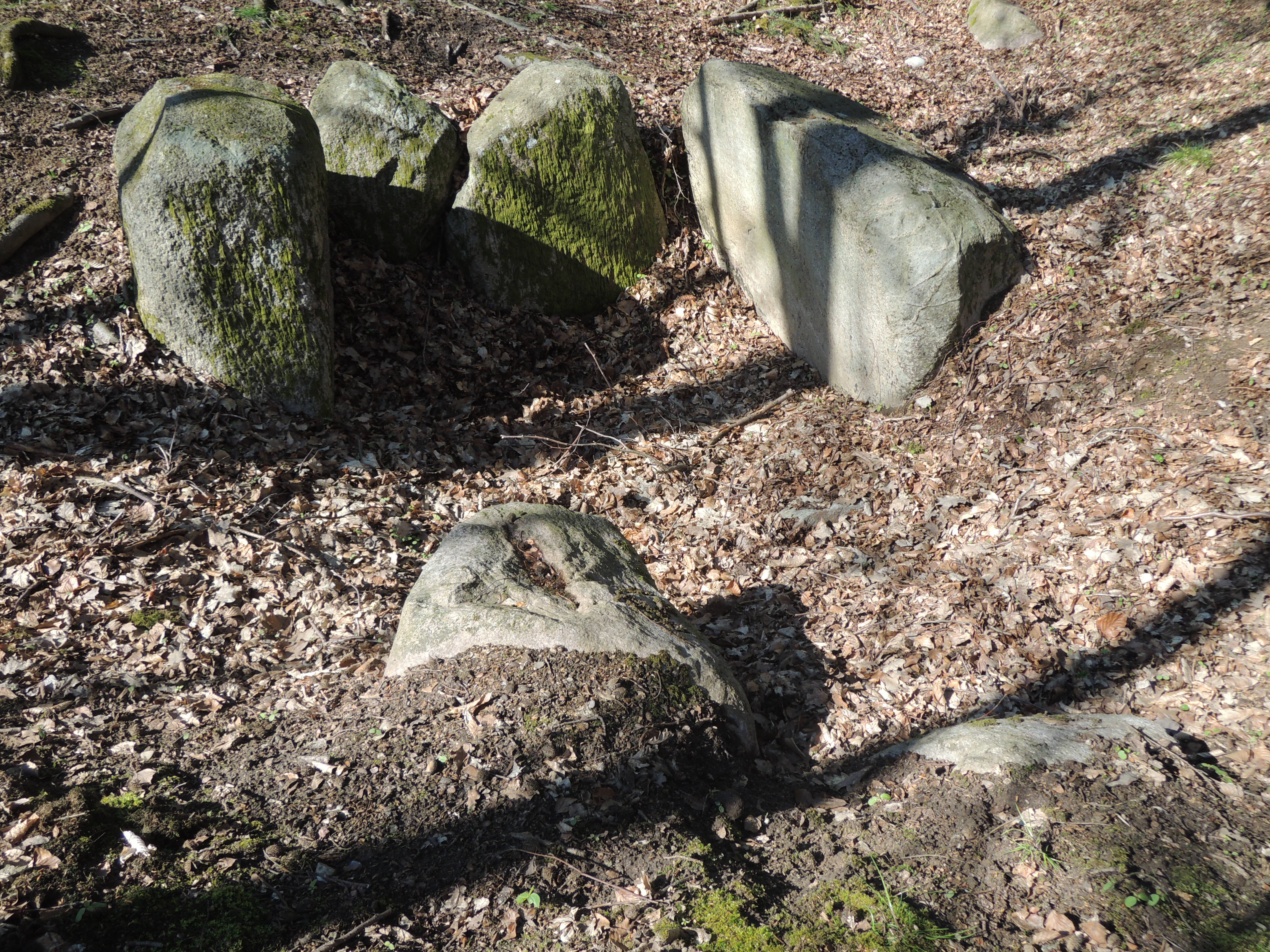
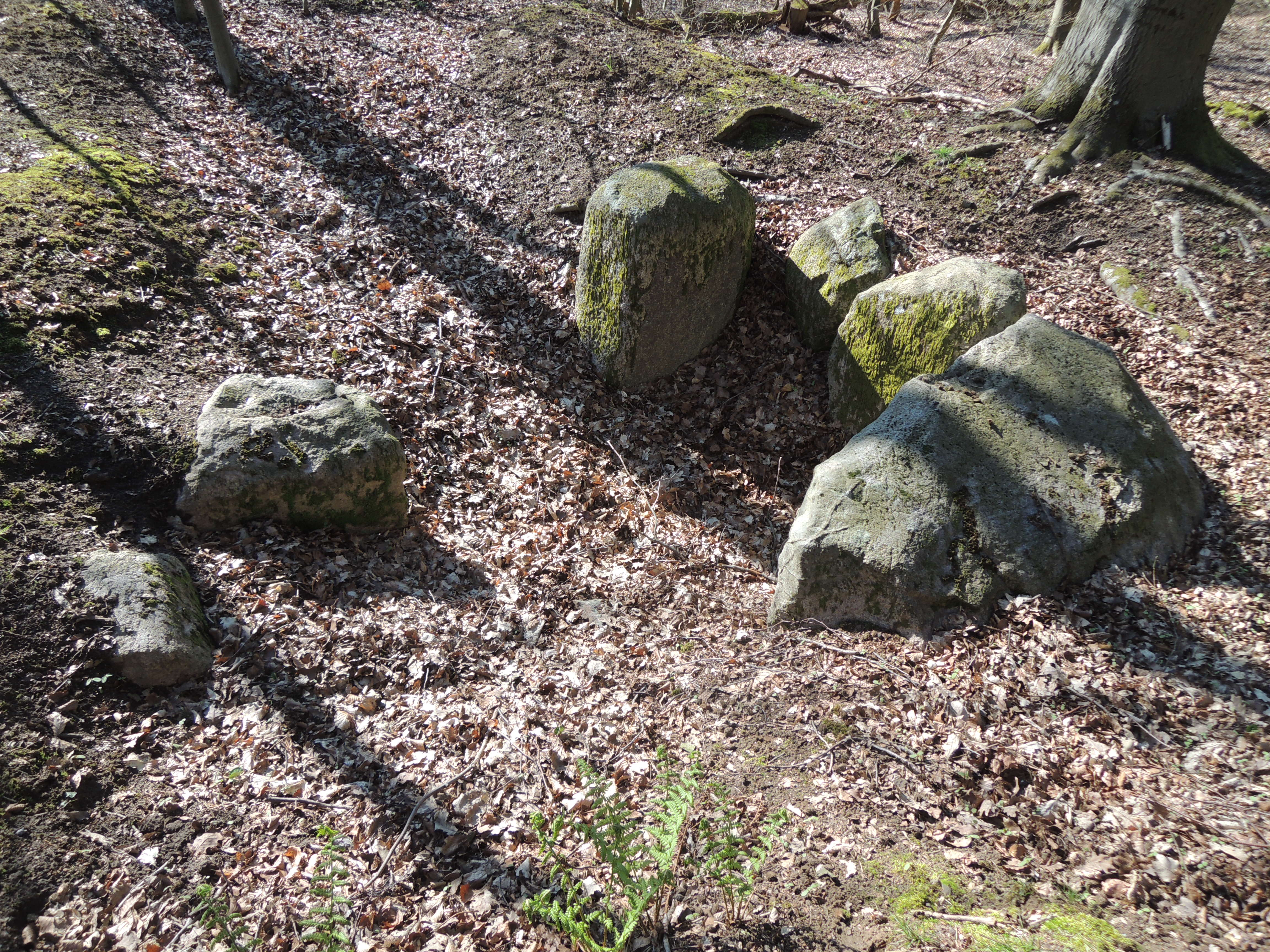

Die Anlage besitzt ein ost-westlich orientiertes, trapezförmiges Hünenbett. Von der steinernen Umfassung sind nur noch zwei verlagerte Steine der Ostseite erhalten, ein Rodungsgraben markiert die ursprünglichen Steinreihen. Die Hügelschüttung ist noch etwa 1,5 m hoch erhalten. Das Bett hat eine Länge von 24 m und eine Breite von 12 m im Osten und 6 m im Westen. Am östlichen Ende befindet sich eine quergestellte Grabkammer, die als Großdolmen anzusprechen ist. Erhalten sind zwei in situ stehende Wandsteine an der östlichen Langseite und zwei weitere an der westlichen. Zwischen diesen fehlt ein weiterer Stein. Die Schmalseiten weisen jeweils zwei schmalere Abschlusssteine auf. An der Südseite ist der westliche Wandstein nischenartig zurückgesetzt und markiert den Eingang mit der noch in situ vorhandenen Türplatte. Sämtliche Decksteine fehlen. Die Kammer hat eine Länge von 3 m und eine Breite zwischen 1,5 m und 1,7 m.